# Czochralski-Verfahren
Das Czochralski-Verfahren ist ein Verfahren der Werkstofftechnik zur Herstellung von einkristallinen Werkstoffen (Kristallzüchtung). Es ist auch als Tiegelziehverfahren, Schmelztiegelverfahren oder Ziehen aus der Schmelze bekannt.
Im Tiegel wird die zu kristallisierende Substanz wenige Grad unter dem Schmelzpunkt gehalten (innerhalb des Ostwald-Miers-Bereiches, in dem keine spontane Keimbildung stattfindet). In ihre Oberfläche wird ein Keim (z. B. kleiner Einkristall) der zu züchtenden Substanz eingetaucht. Durch Drehen und langsames Nach-oben-ziehen – ohne dass der Kontakt zu der Schmelze abreißt – wächst das erstarrende Material zu einem Einkristall, der das Kristallgitter des Keims fortsetzt.

## Geschichte
Das Czochralski-Verfahren wurde 1916 im Metall-Labor der AEG vom polnischen Chemiker Jan Czochralski (1885–1953, 1904–1929 in Deutschland) durch ein Versehen entdeckt: er tauchte seine Schreibfeder in einen Schmelztiegel mit flüssigem Zinn anstatt ins Tintenfass. Daraufhin entwickelte und verbesserte er das Verfahren, wies nach, dass damit Einkristalle hergestellt werden können und benutzte es, um Kristallisationsgeschwindigkeiten abzuschätzen.
Folglich entwickelte in den 1950er Jahren Gordon Teal und Kollegen das CZ-Verfahren weiter; der erste hochreine Ge-Einkristall wurde damit hergestellt.

## Technik

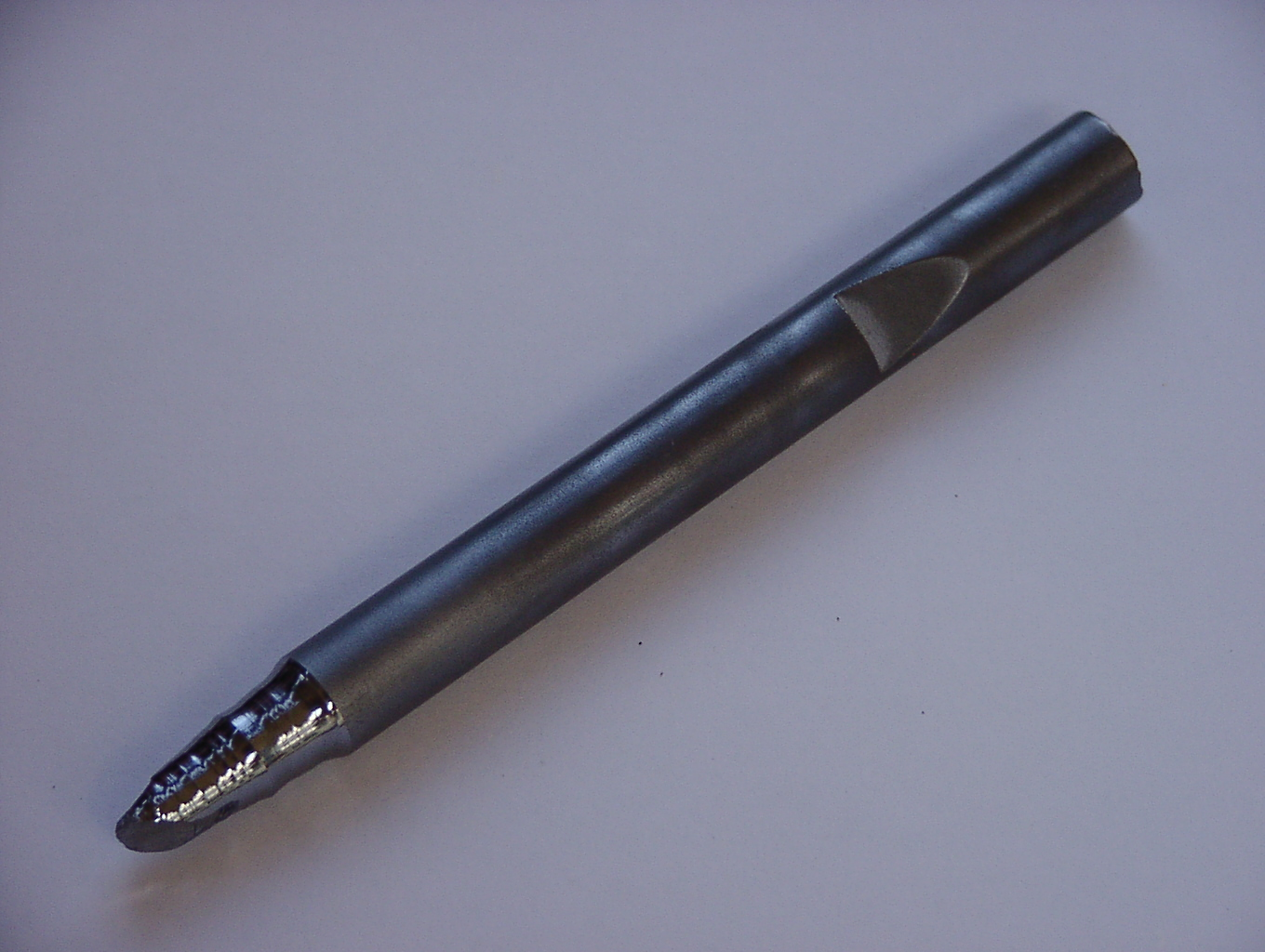
Silicium-Impfkristall, der linke Teil wird in die Schmelze getaucht und dann herausgezogen, die Kerbe rechts dient der mechanischen Halterung

Das Czochralski-Verfahren

In einem Tiegel befindet sich eine schon gereinigte Schmelze des gewünschten Materials (beispielsweise Silicium). Statt hochreinem Material kann je nach angestrebter Verwendung auch vordotiertes Material verwendet werden, beispielsweise mit Elementen der III. oder V. Hauptgruppe des Periodensystems, damit es direkt als Basismaterial für Integrierte Schaltungen eingesetzt werden kann.
Ein an einem langsam rotierenden Metallstab befestigter Impfkristall wird von oben mit der Spitze in die Schmelze eingetaucht. Der Impfkristall muss am Metallstab exakt mit der gewünschten Kristallorientierung ausgerichtet sein, da er die Kristallorientierung des entstehenden Einkristalls vorgibt. Das um nur wenige Millimeter eingetauchte Ende des Impfkristalls muss schmelzen, bis sich eine ganz homogene Grenzschicht zwischen der Schmelze und dem festen Teil des Impfkristalls ergibt. Der Stab mit dem Einkristall wird langsam wieder nach oben gezogen, während die Schmelze an der sich ausbildenden Grenzfläche erstarrt. Durch Variation von Ziehgeschwindigkeit und Temperatur erreicht der wachsende Kristall den gewünschten Durchmesser. Mittels einer geeigneten Regelung kann der Kristalldurchmesser bis zum Ende des Ziehvorgangs sehr genau beibehalten werden.
Die Rotation des Impfkristalls kehrt die Konvektionsrichtung direkt unter dem Impfkristall um und ermöglicht erst dadurch das gerichtete Wachstum des Kristalls. Ohne Rotation würde sich eine „Kristallplatte“ auf der kühleren Schmelzenoberfläche bilden.
In einer Verfeinerung des Verfahrens wird direkt nach dem Ansatz am Impfkristall zunächst ein noch dünneres Stück gezogen, um erst danach auf den gewünschten Enddurchmesser zu gehen. An der entstehenden Engstelle sollen Versetzungen, die im Impfkristall noch bestehen konnten, zur Seite hinauswandern. Versetzungen stellen Störungen des einkristallinen Gefüges dar und sind deshalb gerade nicht exakt parallel zur Symmetrieachse ausgerichtet. Beim Ziehen wandern sie also schräg zur Seite, an einer Engstelle dann sogar ganz aus dem Kristall hinaus, so dass der verbleibende Kristall versetzungsfrei wird.
Die als Ingot bezeichnete Kristallsäule kann bis über zwei Meter lang werden. Der derzeitige Standard in der Halbleiterindustrie beträgt 30 cm Durchmesser, woraus 300-mm-Wafer hergestellt werden. Seit 2010 wird bei den Silicium-Einkristallherstellern die Kristallzüchtung für Wafer mit einem Durchmesser von 450 mm erprobt.

## Anwendung

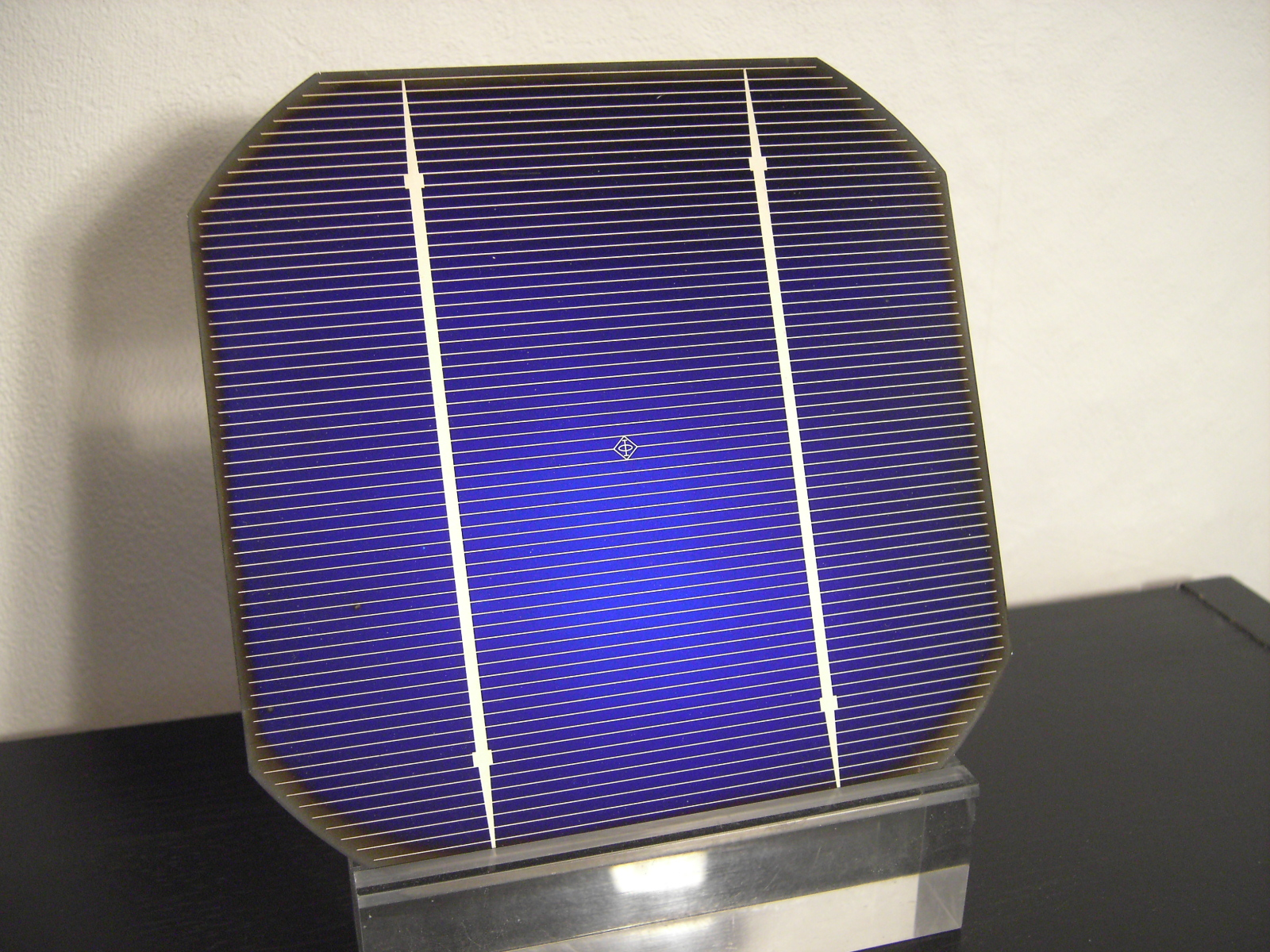
Pseudoquadratische Solarzelle aus monokristallinem Silicium

Mit diesem Verfahren ist die Herstellung von reinen, monokristallinen Materialien möglich. Es erreicht nicht ganz die Qualität des Zonenschmelzverfahrens, ist jedoch kostengünstiger. Es werden unter anderem Einkristalle aus Halbleitern wie z. B. Silicium, Metallen wie z. B. Palladium, Platin, Gold und Silber, Salzen wie z. B. Alkalimetallhalogenide, Oxide und Silicate wie z. B. Yttrium-Aluminium-Granate und Yttrium-Eisen-Granate mit zahlreichen Anwendungsmöglichkeiten vor allem für optische Zwecke (Lasertechnik und Sensorik) mit dieser Methode hergestellt.
Einkristalle aus Silicium werden auf diese Weise in großen Mengen hergestellt. Nach dem Kristallziehen werden sie in dünne Scheiben geschnitten, die Wafer genannt werden. Verwendung finden diese sogenannten CZ-Wafer vor allem bei der Herstellung von integrierten Schaltungen der Mikroelektronik in der Mikrosystemtechnik und als Ausgangsmaterial in der Photovoltaik
Für die Verwendung in der Photovoltaik werden die Ingots zuerst auf einen pseudoquadratischen Querschnitt zugeschnitten. Daraus entstehen durch Sägen Wafer mit der Form eines Quadrats mit abgerundeten Ecken. Die daraus hergestellten Solarmodule können dichter mit Solarzellen bestückt werden, so dass weniger Nutzfläche verloren geht. Die pseudoquadratischen Solarwafer stellen somit einen wirtschaftlichen Kompromiss zwischen Flächenausnutzung und bestmöglicher Ausnutzung des ursprünglich runden Ingots dar, bei dem relativ wenig Verschnitt anfällt.